# Chrysis distincta
Chrysis distincta is een vliesvleugelig insect uit de familie van de goudwespen (Chrysididae). De wetenschappelijke naam van de soort is voor het eerst geldig gepubliceerd in 1887 door Mocsáry.